# Ingerana
Ingerana – rodzaj płazów bezogonowych z podrodziny Occidozyginae w rodzinie Dicroglossidae.

## Zasięg występowania
Rodzaj obejmuje gatunki występujące w północno-wschodnich Indiach, Nepalu, zachodnich Chinach (Tybet i Junnan), Mjanmie, sąsiedniej Tajlandii i półwyspowej Malezji.

## Systematyka

### Etymologia
Ingerana: Robert Frederick Inger (ur. 1920), amerykański herpetolog; łac. rana „żaba”.

### Podział systematyczny
Do rodzaju należą następujące gatunki:
- Ingerana borealis (Annandale, 1912)
- Ingerana tenasserimensis (W.L. Sclater, 1892)